# Анікушин Михайло Костянтинович
Миха́йло Костянти́нович Аніку́шин (*19 вересня (2 жовтня) 1917, Москва — 18 травня 1997, Санкт-Петербург) — російський та радянський скульптор. Член Центральної Ревізійної комісії КПРС у 1966—1976 роках. Член-кореспондент Академії мистецтв СРСР (1958). Дійсний член Академії мистецтв СРСР (1962). Професор. Герой Соціалістичної Праці (30.09.1977).

## Життєпис
Народився в Москві. У 1941—1945 роках служив у Червоній армії.
Член ВКП(б) з 1944 року.
У 1947 році закінчив Ленінградський інститут живопису, скульптури і архітектури імені Рєпіна.
У 1947—1951 роках — асистент, з 1958 року — керівник індивідуальної майстерні скульптурного факультету Ленінградського інституту живопису, скульптури і архітектури імені Рєпіна.
З 1960 року — секретар правління Спілки художників РРФСР. З 1962 року — голова правління Ленінградської організації Спілки художників РРФСР. З 1963 року — секретар правління Спілки художників СРСР.

## Творча діяльність
Автор численних портретних творів. Багато працював над образом О. С. Пушкіна: статуї поета для Московського державного університету (1953) та для Ленінградського метро (1955), пам'ятник у Ленінграді (1957, площа Мистецтв).
Пам'ятник балерині Галині Улановій 1984 року також у Петербурзі.

## Нагороди
- Герой Соціалістичної Праці (30.09.1977)
- два ордени Леніна (1967, 30.09.1977)
- Орден Жовтневої Революції
- Орден Вітчизняної війни II ст. (1985)
- Орден Трудового Червоного Прапора (1.10.1987)
- Орден Дружби народів (28.09.1992)
- Ленінська премія (1958)
- Народний художник СРСР (1963)
- Почесний громадянин Санкт-Петербурга, 1997.[3]

На честь скульптора названо астероїд 3358 Анікушин.